# 拉莫拉
拉莫拉（義大利語：La Morra），是意大利库内奥省的一个市镇。总面积24平方公里，人口2765人，人口密度115.2人/平方公里（2009年）。ISTAT代码为004105。